# Бет Портър
Бет Портър (на английски: Bette Porter) e филмова героиня, работеща в областта на изящните изкуства, сред основните персонажи в сериала еЛ връзки.
Тя е директор на Калифорнийския център по изкуства (Пеги Пийбоди дори я нарича the lesbian director или „ръководителката на арт център, която е лесбийка“), по-късно работи като преподавател и декан на Училището по изкуства към Калифорнийския университет. Бет има дългогодишна връзка с Тина, с която имат заедно дъщеря Анджелика – в прогреса на сериите Тина прави няколко опита отначало да намерят заедно с Бет донор за нейното забременяване (Бет държи донорът да е от областта на изкуствата, да е талантлив и интелигентен, а и афроамериканец, за да може тяхното дете да прилича на нея), както и няколко опита за инвитро бременност. В процеса на сериите Бет изневерява на Тина с дърводелката Кандис Джуел, работеща в Калифорнийския център по изкуства, заради което се разделят за известно време с Тина.
Бет има сестра (доведена сестра) Кит Портър, която е била преди известна изпълнителка, а през първи сезон закупува от Марина Ферер заведението The Planet.
По време на работата си в Калифорнийския университет Бет има връзка със своя студентка, а по-късно и с нейната колежка преподавателка и скулпторка Джоди Лърнър (ролята се играе от Марли Матлин). Джоди е глухоняма, тя не чува и използва жестомимичен език, който Бет научава в много голяма степен и дори дъщеря ѝ Анджелика се научава да жестомимира.
Бет е завършила Йейл (Ivy League-educated lesbian, лесбийка от Ави Лигата), където тя е имала романтични чувства към своята хетеросексуална приятелка Кели Уентуорт (ролята е играна от Елизабет Бъркли), с която в шести сезон се срещат отново и отварят заедно галерия.